# Denis Espinoza
Denis Jesús Espinoza Camacho (ur. 25 sierpnia 1983) – nikaraguański piłkarz występujący na pozycji bramkarza. Zawodnik klubu Deportivo Walter Ferretti.

## Kariera klubowa
Espinoza karierę rozpoczynał w 2003 roku w FC San Marcos. W 2004 roku odszedł do zespołu Diriangén FC. W sezonie 2004/2005 wywalczył z nim mistrzostwo faz Apertura oraz Clausura, a w sezonie 2005/2006 mistrzostwo Nikaragui. W Diriangén spędził 4 lata. W 2008 roku przeszedł do Deportivo Walter Ferretti. W sezonach 2009/2010 oraz 2010/2011 wywalczył z nim mistrzostwo fazy Apertura.

## Kariera reprezentacyjna
W reprezentacji Nikaragui Espinoza zadebiutował w 2004 roku. W 2009 roku został powołany do kadry na Złoty Puchar CONCACAF. Zagrał na nim tylko w meczu z Panamą (0:4), a Nikaragua zakończyła turniej na fazie grupowej.